# Hibok-Hibok
Hibok-Hibok je aktivní sopka na filipínském ostrově Camiguin. Dosahuje nadmořské výšky 1 332 m. V současnosti je nečinná, k poslední erupci došlo roku 1953.

## Popis
Na ostrově Camiguin se rozkládá několik sopek. Všechny jsou součástí vulkanické skupiny Camiguin Mindanao. Vulkanologové ji kvůli aktivní Hibok-Hibok považují za potenciálně aktivní. V moderní historii jsou u ní známé čtyři erupce. První dvě nastaly v rocích 1827 a 1862. Třetí se objevila v roce 1871. V únoru začali obyvatelé ostrova pociťovat zemětřesení, jenž se stále stupňovala až do 30. dubna, kdy se na severozápadním úbočí hory otevřela trhlina. Z ní nepřetržitě po dobu čtyř let proudila láva. Dosáhla až k moři a během postupu zničila vesnici Catarman. Zároveň průduch vytvořil nový sopečný kužel Vulcan. Když eruptivní fáze roku 1875 skončila, popsala ho expedice Challenger jako 590 m vysoký kužel bez kráteru, z jehož vrcholu stoupal „kouř“. K poslední erupci Hibok-Hibok došlo mezi lety 1948–1953. Doprovázely ji sesuvy půdy, zemětřesení, tvorba lávových dómů a pyroklastické proudy. Jedna z erupcí v prvním roce byla peléjského typu a kromě malých škod způsobila i ztráty na životech. Během roku 1949 došlo k sesuvu, který zabil 79 osob. O dva roky později sopka produkovala lávu, jedovaté plyny a sesuvy půdy, což zničilo přilehlou severní oblast o ploše 19 km². 34 tisíc lidí z celkového počtu 69 tisíc muselo emigrovat. 